# Juan Palarea y Blanes
Juan Palarea y Blanes, llamado el Médico (Murcia, 27 de diciembre de 1780 - Cartagena, 7 de marzo de 1842), fue un médico y militar español, líder guerrillero durante la Guerra de la Independencia Española.

## Infancia y juventud
Nació en Murcia el 27 de diciembre de 1780, en el seno de una familia acomodada del barrio de San Andrés. Su padre era comerciante de tejidos y seda, y su apellido era italiano porque su abuelo paterno procedía de Génova. Sus primeros estudios los realizó con los franciscanos, pasando a continuación al Seminario Mayor de San Fulgencio de su ciudad natal, aunque no terminó sus estudios sacerdotales. Estudió Medicina en Zaragoza, y cuando finalizó se fue a Madrid en busca de trabajo. Al cabo de un tiempo, en 1804, consiguió una plaza de médico en Villaluenga de la Sagra –Toledo–, donde estuvo ejerciendo hasta la invasión napoleónica.

## Guerra de la Independencia Española
En el mes de mayo organiza una guerrilla para combatir a los franceses, comenzando con catorce hombres y estableciéndose en el castillo del Águila, situado en el término municipal de Villaluenga de la Sagra; el 1 de julio de 1809 ya era comandante de la partida que él mismo había fundado en las provincias de Toledo y Madrid por orden de la Junta Central. El 17 de septiembre del mismo año ya la mandaba con el grado de alférez de Caballería. El barón de Blayney, lord Andrew Thomas, escribió que:
Fue forzado a su situación actual por las crueldades de los franceses, quienes no solo confiscaron su propiedad, sino que lo maltrataron personalmente y a su familia, lo que lo desesperó hasta el punto de que se unió a un cuerpo de patriotas y fue declarado su jefe. Su fuerza en este momento se decía que era de ochocientos infantes y cuatrocientos de caballería, con lo que tuvo mucho éxito acosando a los franceses y cortando sus convoyes. Sus actos de coraje personal fueron tan atrevidos que solo su nombre infundía terror.
Su primer combate se produce en la ribera del Guadarrama al emboscar a un destacamento francés de veinte hombres. Participa en las batallas de Alhama, Las Navas del Marqués y San Martín de Valdeiglesias a lo largo de 1809. En 1810 mantiene enfrentamientos en Marrupe, Navalcarnero, Galapagar, Zarzuela del Monte, pinar de Trabadillo, puente de Oño, puente de Estreño, acercándose a Madrid en agosto y atacando a los franceses en la Casa de Campo. Después se replegó hasta el valle del río Tiétar, y a final de año disponía de una partida de 270 hombres y era ascendido al grado de teniente coronel. 
En la batalla de la ermita de Yuncler, Juan Palarea atacó a un destacamento de ochenta carros escoltados por 140 soldados, entre ellos 22 españoles jurados que se rindieron sin oposición, mientras que los franceses, que iban desde Madrid a cargar suministros en Toledo, se opusieron ferozmente. Ante el ataque guerrillero, los franceses se refugiaron en una ermita. Palarea, para hacerles salir, y observando el fuerte viento en dirección a la ermita, pidió al pueblo y guerrilleros que trajesen azufre, pimienta y pimentón. Juliana Carrillo, ciudadana de Yuncler, fue la encargada de proporcionárselos y encender la hoguera con estos productos. El aire se hizo tan irrespirable que los franceses tuvieron que salir de la ermita, siendo apresados por los guerrilleros españoles; hubo 98 muertos, entre ellos el comandante francés y seis oficiales, uno de ellos español. Por esta victoria le concedieron años más tarde la Cruz Laureada de San Fernando. En 1810 sorprendió en Parla a 24 jinetes de la caballería francesa y se los llevó con sus caballos y armas, además de otros catorce caballos (doce de la posta y una mula y un macho del médico del lugar, que hacía de alcalde afrancesado, cuya casa fue la única que saqueó).  El 22 se apoderó de cuatrocientas cabezas de ganado en Ciempozuelos; asedió Valdemoro y Pinto, persiguió a veinte granaderos de la guardia de Aranjuez hasta el Puente de Barcas, y les hizo dos prisioneros con bagajes y armas.
El 21 de abril de 1811 es nombrado comandante de húsares; es coronel el 2 de septiembre del mismo año y brigadier el 29 de diciembre. Dispone de 660 jinetes. El 4 de abril de 1811, en Añover de Tajo, sorprendió a cuarenta franceses y ejecutó a treinta y nueve, como respuesta a la barbarie francesa, pese a que tenía fama de ser generoso con los prisioneros, dejando solo a uno para contarlo. El 24 de mayo entró en Aranjuez, donde derrotó e hirió al comandante francés de Caballería y mató a 35 de sus hombres. Se unió al guerrillero Gregorio Gómez para atacar Santa Olalla y el 6 de agosto de envió a Castaños 67 prisioneros franceses y 48 españoles desertores y malhechores. Su milicia colabora con el V Ejército llamándose Escuadrones Francos Numantinos. En la batalla de los Arapiles su colaboración entorpeciendo las comunicaciones de Marmont supuso que el duque de Wellington le obsequiase con su sable. En un bando suyo de 18 de junio de 1812 ordena fusilar de inmediato a los espías del enemigo, pues ya no basta con cortarles una oreja. Es nombrado gobernador de Toledo y el 25 de septiembre de 1812 proclama la vigencia de la Constitución. En octubre pide que se una a sus filas la partida de La Romana, "el Abuelo". Poco después sus tropas pasaron a formar parte del ejército regular con el nombre de Regimiento de Húsares Numantinos, integrado en la División de Navarra. Entró en Madrid con sesenta de sus hombres el 8 de noviembre de 1812. En 1813 participa en la batalla de los altos de Sorauren.
El 27 de febrero de 1815 obtuvo licencia para casarse con María Teodora de Soto Díaz. En los años siguientes ocupó diferentes destinos, entre ellos Villafranca de los Barros en Badajoz, aunque consigue regresar a un regimiento de Madrid en 1820.

## Trienio liberal, década ominosa y exilio
Tras el triunfo liberal en 1820 es elegido diputado por Murcia en las Cortes, formando parte del grupo parlamentario de los liberales exaltados hasta 1822. Sin embargo ingresó en la secreta y reaccionaria Sociedad del Anillo el 30 de noviembre de 1821, aunque pertenecía a la exaltada sociedad secreta de la Comunería, ya quizá con la intención de traicionarla. No obstante, se enfrentó y venció a la Guardia Real en la Plaza Mayor de Madrid cuando el rey de España dio un golpe de Estado contra su propio Gobierno liberal el 7 de julio de 1822. Pero al dividirse la Comunería a principios de 1823, acaudilló el bando no revolucionario y el 4 de febrero cerró la Sociedad Landaburiana; el 20 de febrero se opuso incluso a la destitución del rey felón (esto es, traidor) Fernando VII.º.
Ante la invasión de los Cien Mil Hijos de San Luis es nombrado gobernador militar de Santoña, enfrentándose al general francés Philippe François Maurice d'Albignac que le derrotó entre León y Oviedo. De nuevo sufrió una derrota en Gallegos del Campo junto al mariscal de campo Antonio Roselló Larraondo y, cuando se retiraban hacía Zamora, volvieron a ser vencidos y capturados. Es enviado a Francia como prisionero, pero logra evadirse del depósito de Bourges y se instala en Inglaterra, en donde lo nombran secretario perpetuo de la Junta revolucionaria de Londres. Desde allí gestiona y participa en varios intentos para restablecer el orden democrático; durante la Revolución de 1830 se halla entre los que rodean a José María Torrijos, a quien acompañó a Gibraltar; no obstante, su nombre figura en una lista de refugiados españoles en Argel socorridos por el gobierno francés, fechada en el 25 de agosto de 1831; en su compañía lleva al criado Francisco Oliver y dos mozos, uno de ellos portugués.

## Regencia de María Cristina y Primera Guerra Carlista
En 1833 regresa a España y se sitúa entre los partidarios del orden, aunque, no obstante, pudo estar implicado en la acción de Cayetano Cardero (1834). Es nombrado mariscal de campo, en 1835 por la regencia de María Cristina de Borbón; como jefe de las fuerzas de Aragón consigue vencer dos veces al general Cabrera. Lo nombran luego capitán general de Valencia y Murcia (10-VI-1836) y poco después de Granada y Jaén (11-XI-1836). En Jaén su dura represión de las partidas carlistas parece ser que se extendió a toda forma de revuelta social en Cazorla y Segura de la Sierra, según Gil Novales. El 10 de noviembre de 1837 declaró el estado de guerra en la provincia de Málaga y es acusado de tremendas arbitrariedades allí en 1838.
En enero de 1839 es relevado del cargo y nombrado senador, aunque nunca ejerció como tal. Tras el pronunciamiento del 7 de octubre de 1841 del general Diego de León contra el regente Baldomero Espartero, fue acusado de participar en él junto a su hijo Juan Palarea de Soto e internado en el castillo de San Julián en Cartagena, donde muere el 7 de marzo de 1842 en extrañas circunstancias nunca aclaradas.
En Murcia, en el barrio de San Basilio, tiene una calle que le menciona honoríficamente: "Calle General Palarea".